# Gouaneyre (Ciron)
Die Gouaneyre (frz.: Ruisseau de Gouaneyre) ist ein Fluss in Frankreich, der im Département Gironde in der Region Nouvelle-Aquitaine verläuft. Sie entspringt unter dem Namen Lep im Regionalen Naturpark Landes de Gascogne im Gemeindegebiet von Captieux, unmittelbar an der Autobahn A65, entwässert generell in Richtung Nord bis Nordwest und mündet nach rund 23 Kilometern im Gemeindegebiet von Bernos-Beaulac als linker Nebenfluss in den Ciron.

## Orte am Fluss
- Captieux